# Copa Davis Juvenil e Copa Billie Jean King Juvenil
Copa Davis juvenil e Copa Billie Jean King juvenil são eventos de equipe internacional de tênis juvenil (categoria abaixo de 16 anos). As competições foram lançadas pela ITF em 1985 como Copa do Mundo de 16 anos e sob a copa do mundo e foram renomeadas em 2002 sob os nomes atuais.
Formato: Cada ano, nações participam de eventos regionais de qualificação, com os vencedores avançando para as finais, onde competem para serem campeões.
Os equivalentes na categoria adulto da Copa Davis juvenil e da Copa Billie Jean King juvenil são a Copa Davis e a Copa Billie Jean King, respectivamente.

## Campeões

### Copa Davis juvenil
| Ano  | Sede                                        |                                                                       | Campeão | Placar                                                        | Vice |
| ---- | ------------------------------------------- | --------------------------------------------------------------------- | ------- | ------------------------------------------------------------- | ---- |
| 1985 | Kobe                                        | Austrália Shane Barr Richard Fromberg Jason Stoltenberg               | 2–1     | Estados Unidos John Falbo Francisco Montana                   |      |
| 1986 | Tokyo                                       | Austrália Richard Fromberg Jason Stoltenberg Todd Woodbridge          | 2–1     | Estados Unidos Michael Chang Jim Courier David Kass           |      |
| 1987 | Freiburg im Breisgau                        | Austrália Johan Anderson Jamie Morgan Todd Woodbridge                 | 3–0     | Países Baixos Paul Dogger Fernon Wibier Richard Krajicek**    |      |
| 1988 | Perth                                       | Tchecoslováquia Martin Damm Lukáš Hovorka Jan Kodeš Jr.               | 2–1     | Estados Unidos William Bull Rick Leach Brian MacPhie          |      |
| 1989 | Asunción                                    | Alemanha Scott Gessner Gregor Paul David Prinosil                     | 2–1     | Tchecoslováquia Pavel Gazda Lukáš Thomas René Hanák**         |      |
| 1990 | Rotterdam                                   | União Soviética Yevgeni Kafelnikov Andriy Medvedev Dmitri Tomashevich | 2–1     | Austrália Grant Doyle Brad Sceney Anastasios Vasiliadis       |      |
| 1991 | Barcelona                                   | Espanha Gonzalo Corrales Albert Costa                                 | 2–1     | Tchecoslováquia Filip Kaščák David Škoch                      |      |
| 1992 | Castelldefels                               | França Maxime Boyé Nicolas Escudé                                     | 2–1     | Alemanha Alexander Nickel Rene Nicklisch Axel Pretzsch**      |      |
| 1993 | Wellington                                  | França Jean-François Bachelot Olivier Mutis Johann Potron             | 2–1     | Nova Zelândia Scott Clark Mark Nielsen Teo Susnjak            |      |
| 1994 | Tucson                                      | Países Baixos Raemon Sluiter Peter Wessels                            | 2–1     | Áustria Markus Hipfl Clemens Trimmel Ingo Neumüller**         |      |
| 1995 | Essen                                       | Alemanha Daniel Elsner Thomas Messmer Tomas Zivnicek                  | 3–0     | Tchéquia Petr Kralert Pavel Říha Michal Tabara                |      |
| 1996 | Zürich                                      | França Jérôme Haehnel Julien Jeanpierre Olivier Patience              | 2–1     | Austrália Nathan Healey Lleyton Hewitt Glenn Knox**           |      |
| 1997 | Vancouver                                   | Tchéquia Ladislav Chramosta Jaroslav Levinský Tomáš Cakl*             | 2–0     | Venezuela José de Armas Ezequiel Nastari Luis Aguerrevere**   |      |
| 1998 | Cuneo                                       | Espanha Marc López Tommy Robredo David Ferrer*                        | 2–1     | Croácia Roko Karanušić Mario Radić                            |      |
| 1999 | Perth                                       | Estados Unidos Alex Bogomolov Ryan Redondo Travis Rettenmaier         | 3–0     | Croácia Mario Ančić Tomislav Perić Ivan Stelko                |      |
| 2000 | Hiroshima                                   | Austrália Ryan Henry Todd Reid Raphael Durek*                         | 2–0     | Áustria Johannes Ager Stefan Wiespeiner Christian Polessnig** |      |
| 2001 | Santiago                                    | Chile Jorge Aguilar Guillermo Hormazábal Carlos Ríos                  | 3–0     | Alemanha Sascha Klör Bastian Koch Marcel Zimmermann           |      |
| 2002 | La Baule-Escoublac                          | Espanha Marcel Granollers Rafael Nadal Tomeu Salvá                    | 3–0     | Estados Unidos Brendan Evans Scott Oudsema Phillip Simmonds   |      |
| 2003 | Essen                                       | Alemanha Matthias Bachinger Mischa Zverev Aljoscha Thron*             | 2–1     | França Jérémy Chardy Mathieu Dehaine Jérémy Dréan             |      |
| 2004 | Barcelona                                   | Espanha Roberto Bautista Pere Riba Javier Garrapiz*                   | 2–1     | Tchéquia Dušan Lojda Miroslav Navratil Filip Zeman            |      |
| 2005 | Barcelona                                   | França Kevin Botti Jérôme Inzerillo Stéphane Piro*                    | 2–0     | Tchéquia Michal Konečný Roman Jebavý Jiří Košler**            |      |
| 2006 | Barcelona                                   | Países Baixos Xander Spong Tim van Terheijden                         | 2–1     | Rússia Evgeny Donskoy Vladimir Karusevich Vladimir Zinyakov   |      |
| 2007 | Reggio Emilia                               | Austrália Bernard Tomic Mark Verryth Alex Sanders*                    | 2–0     | Argentina Guido Andreozzi Kevin Konfederak Nicolás Pastor**   |      |
| 2008 | San Luis Potosí                             | Estados Unidos Evan King Denis Kudla Raymond Sarmiento*               | 2–0     | Argentina Andrea Collarini Agustín Velotti Facundo Argüello** |      |
| 2009 | San Luis Potosí                             | Austrália Jason Kubler Luke Saville Joey Swaysland                    | 2–1     | Reino Unido Andrew Bettles George Morgan                      |      |
| 2010 | San Luis Potosí                             | Japão Kazuma Kawachi Kaichi Uchida Soichiro Moritani*                 | 2–0     | Canadá Edward Nguyen Filip Peliwo Samuel Monette**            |      |
| 2011 | San Luis Potosí                             | Reino Unido Kyle Edmund Evan Hoyt Luke Bambridge*                     | 2–0     | Itália Stefano Napolitano Gianluigi Quinzi Matteo Donati**    |      |
| 2012 | Barcelona                                   | Itália Filippo Baldi Gianluigi Quinzi Mirko Cutuli*                   | 2–1     | Austrália Harry Bourchier Thanasi Kokkinakis Blake Mott**     |      |
| 2013 | San Luis Potosí                             | Espanha Pedro Martínez Jaume Munar Álvaro López San Martín*           | 2–1     | Coreia do Sul Chung Yun-seong Hong Seong-chan Kang Ku-keon    |      |
| 2014 | San Luis Potosí                             | Estados Unidos William Blumberg Michael Mmoh Gianni Ross              | 3–0     | Coreia do Sul Chung Yun-seong Im Seong-taek Oh Chan-yeong     |      |
| 2015 | Madrid                                      | Canadá Félix Auger-Aliassime Denis Shapovalov Benjamin Sigouin*       | 2–1     | Alemanha Nicola Kuhn Marvin Möller Maximilian Todorov**       |      |
| 2016 | Budapeste                                   | Rússia Alen Avidzba Timofey Skatov Alexey Zakharov                    | 2–1     | Canadá Félix Auger-Aliassime Nicaise Muamba Chih-Chi Huang    |      |
| 2017 | Budapeste                                   | Tchéquia Jonáš Forejtek Dalibor Svrčina Andrew Paulson*               | 2–0     | Estados Unidos William Grant Govind Nanda Tyler Zink**        |      |
| 2018 | Budapeste                                   | Espanha Carlos Alcaraz Mario González Pablo Llamas                    | 2–1     | França Martin Breysach Lilian Mamousez Harold Mayot           |      |
| 2019 | Orlando                                     | Japão Kokoro Isomura Shintaro Mochizuki Yamato Sueoka                 | 2–1     | Estados Unidos Toby Kodat Martin Damm Dali Blanch**           |      |
| 2020 | Não realizado devido a pandemia de COVID-19 | —                                                                     | —       | —                                                             |      |
| 2021 | Antalya                                     | Rússia Yaroslav Demin Maxim Zhukov Danil Panarin*                     | 2–0     | França Gabriel Debru Antoine Ghibaudo Arthur Gea**            |      |
| 2022 | Antalya                                     | Brasil Gustavo Ribeiro de Almeida João Fonseca Pedro Rodrigues*       | 2–0     | Estados Unidos Meecah Bigun Kaylan Bigun Alexander Razeghi**  |      |

| Legenda                                                |
| ------------------------------------------------------ |
| * fez parte da equipe vencedora, mas não jogou a final |
| ** fez parte da equipe, mas não jogou a final          |

### Copa Billie Jean King juvenil
| Ano  | Sede                  |                    | Campeão | Placar          | Finalista |
| ---- | --------------------- | ------------------ | ------- | --------------- | --------- |
| 1985 | Kobe                  | Chéquia            | 3–0     | Austrália       |           |
| 1986 | Tóquio                | Bélgica            | 2–1     | Chéquia         |           |
| 1987 | Friburgo em Brisgóvia | Austrália          | 2–1     | União Soviética |           |
| 1988 | Perth                 | Austrália          | 3–0     | Argentina       |           |
| 1989 | Assunção              | Alemanha Ocidental | 2–1     | Chéquia         |           |
| 1990 | Roterdã               | Países Baixos      | 2–1     | União Soviética |           |
| 1991 | Barcelona             | Alemanha           | 2–1     | Paraguai        |           |
| 1992 | Castelldefels         | Bélgica            | 3–0     | Argentina       |           |
| 1993 | Wellington            | Austrália          | 2–1     | Estados Unidos  |           |
| 1994 | Tucson                | África do Sul      | 3–0     | França          |           |
| 1995 | Essen                 | França             | 2–1     | Alemanha        |           |
| 1996 | Zurique               | Eslovénia          | 2–1     | Alemanha        |           |
| 1997 | Vancouver             | Rússia             | 2–0     | França          |           |
| 1998 | Cuneo                 | Itália             | 2–1     | Eslováquia      |           |
| 1999 | Perth                 | Itália             | 2–1     | Argentina       |           |
| 2000 | Hiroshima             | Chéquia            | 2–1     | Hungria         |           |
| 2001 | Santiago              | Chéquia            | 3–0     | Polónia         |           |
| 2002 | La Baule-Escoublac    | Bielorrússia       | 3–0     | Chéquia         |           |
| 2003 | Essen                 | Países Baixos      | 2–1     | Canadá          |           |
| 2004 | Barcelona             | Argentina          | 2–0     | Canadá          |           |
| 2005 | Barcelona             | Polónia            | 2–0     | França          |           |
| 2006 | Barcelona             | Bielorrússia       | 2–1     | Rússia          |           |
| 2007 | Régio da Emília       | Austrália          | 2–1     | Polónia         |           |
| 2008 | San Luis Potosí       | Estados Unidos     | 2–0     | Reino Unido     |           |
| 2009 | San Luis Potosí       | Rússia             | 2–0     | Alemanha        |           |
| 2010 | San Luis Potosí       | Rússia             | 2–1     | China           |           |
| 2011 | San Luis Potosí       | Austrália          | 2–0     | Canadá          |           |
| 2012 | Barcelona             | Estados Unidos     | 3–0     | Rússia          |           |
| 2013 | San Luis Potosí       | Rússia             | 2–0     | Austrália       |           |
| 2014 | San Luis Potosí       | Estados Unidos     | 3–0     | Eslováquia      |           |
| 2015 | Madrid                | Chéquia            | 2–1     | Estados Unidos  |           |
| 2016 | Budapeste             | Polónia            | 2–1     | Estados Unidos  |           |
| 2017 | Budapeste             | Estados Unidos     | 2–0     | Japão           |           |
| 2018 | Budapeste             | Estados Unidos     | 2–1     | Ucrânia         |           |